# Melissa Ponzio
Melissa Ponzio (New York, 3 agosto 1972) è un'attrice statunitense.

## Biografia
Melissa Ponzio si è laureata alla Georgia State University. Ha una figlia di nome Jessy avuta con l'attore Kenny Alfonso. È nota principalmente per il ruolo di Melissa McCall nella serie televisiva di MTV Teen Wolf.

## Filmografia

### Cinema
- Atlanta Blue, regia di David Heavener (1999)
- The Greenskeeper, regia di Kevin Greene (2002)
- Road Trip: Beer Pong, regia di Steve Rash (2009)
- Tre all'improvviso (Life as We Know It), regia di Greg Berlanti (2010)
- Upside, regia di Kenneth Horstmann (2010)
- Thunder Force, regia di Ben Falcone (2021)
- Teen Wolf - Il film (Teen Wolf: The Movie), regia di Russell Mulcahy (2023)

### Televisione
- Dawson's Creek – serie TV, episodi 4x16-6x01-6x02 (2001-2002)
- One Tree Hill – serie TV, episodi 1x03-1x17 (2003-2004)
- Surface - Mistero dagli abissi (Surface) – serie TV, episodi 1x11-1x12 (2006)
- Thief - Il professionista (Thief) – miniserie TV, episodio 1x05 (2006)
- Army Wives - Conflitti del cuore (Army Wives) – serie TV, 12 episodi (2007-2009)
- October Road – serie TV, episodio 1x01 (2007)
- K-Ville – serie TV, episodio 1x05 (2007)
- Little Britain USA – serie TV, episodio 1x03 (2008)
- Drop Dead Diva – serie TV, episodio 1x03 (2009)
- The Vampire Diaries – serie TV, episodio 1x10 (2009)
- CSI - Scena del crimine (CSI: Crime Scene Investigation) – serie TV, episodio 10x16 (2010)
- Past Life – serie TV, episodio 1x05 (2010)
- The Gates - Dietro il cancello (The Gates) – serie TV, episodio 1x06 (2010)
- Marry Me – miniserie TV, episodio 1x01 (2010)
- Teen Wolf – serie TV, 66 episodi (2011-2017)
- Franklin & Bash – serie TV, episodio 1x01 (2011)
- Terapia d'urto (Necessary Roughness) – serie TV, episodio 1x02 (2011)
- NCIS - Unità anticrimine (NCIS) – serie TV, episodio 9x04 (2011)
- CSI: Miami – serie TV, episodio 10x11 (2011)
- Touch – serie TV, episodio 1x12 (2012)
- Mary and Martha, regia di Phillip Noyce – film TV (2013)
- The Walking Dead – serie TV, 7 episodi (2013)
- The Following – serie TV, episodio 1x01 (2013)
- Banshee - La città del male (Banshee) – serie TV, episodi 1x02-1x06 (2013)
- Second Generation Wayans – serie TV, episodi 1x05-1x06 (2013)
- Chicago Fire – serie TV, 32 episodi (2014-2021)

## Doppiatrici italiane
Nelle versioni in italiano delle opere in cui ha recitato, Melissa Ponzio è stata doppiata da:
- Francesca Fiorentini in Teen Wolf, Teen Wolf - Il film
- Gilberta Crispino in Army Wives - Conflitti del cuore
- Tatiana Dessi in CSI: Scena del crimine
- Laura Romano in NCIS - Unità anticrimine
- Irene Di Valmo in Touch
- Laura Boccanera in The Walking Dead (st. 4)
- Angela Brusa in The Following